# Harald Thelander
Johan Harald Thelander, född 24 juli 1908 i Börringe socken i Skåne, död 15 september 1984 i Skurup, var en svensk bokbindarmästare och målare.
Han var son till smedmästaren Nils Thelander och Maria Persson och från 1936 med Ella Hillevi Ekdahl.  Thelander utbildade sig till bokbindare och efter att han blev mästare studerade han konstnärlig bokbindning i Stockholm 1938. Han studerade målning vid Essem-skolan i Malmö och genom självstudier under resor till bland annat Tyskland, Danmark och Finland. Separat ställde han bland annat ut i Hässleholm, Ystad och på Svaneholms slott. Hans konst består förutom bokband av stilleben, figurer och landskapsutblickar från Skåne i olja, pastell eller akvarell. Thelander är representerad vid Lantmannaskolan i Skurup.  